# Nedre Ulleruds församling
Nedre Ulleruds församling var en församling i Karlstads stift och i Forshaga kommun. Församlingen uppgick 2006 i Ulleruds församling.

## Administrativ historik
Församlingen har medeltida ursprung. År 1595 utbröts en del till den då nybildade Nyeds församling.
Församlingen var till 1 maj 1882 annexförsamling i pastoratet Kil, Frykerud, Övre Ullerud och Nedre Ullerud, vilket även omfattade Nyeds församling mellan 1595 och 15 februari 1608 och Ransäters församling från 1672. Från 1 maj 1882 till 1 maj 1926 var församlingen annexförsamling i pastoratet Övre Ullerud, Nedre Ullerud och Ransäter som från 1918 även omfattade Munkfors församling. Från 1 maj 1926 till 1962 utgjorde församlingen ett eget pastorat för att därefter till 2006 vara moderförsamling i pastoratet Nedre Ullerud och Övre Ullerud. Församlingen uppgick 2006 i Ulleruds församling.

## Organister
| Period    | Namn                     | Levnadstid | Övrigt   |
| --------- | ------------------------ | ---------- | -------- |
| 1789–1828 | Nils Örtensten           | 1761–      | Organist |
| 1828–1858 | Anders Petter Andersson  | 1807–1858  | Organist |
| 1859–1890 | Gustav Magnusson Nyqvist | 1833–1890  | Organist |
| 1890–1895 | Erik Söderlindh          | 1856–      | Organist |
| 1897–     | Herman Bergström         | 1868–      | Organist |

## Kyrkor
- Nedre Ulleruds kyrka